# Mühlheim am Main
Mühlheim am Main é uma cidade de 27 206 habitantes na margem esquerda do Rio Meno, na região de Darmstadt no Hesse, Alemanha. A sua área municipal tem cerca de 20,67 km².